# Красный Городок (Алтайский край)
Кра́сный Городо́к — посёлок в Смоленском районе Алтайского края. Входит в состав Солоновского сельсовета.

## География
Находится на правом берегу реки Песчаная, на расстоянии 55 км к юго-западу от села Смоленское, административного центра района.

## Население
| 1997 | 1998 | 1999 | 2000 | 2001 | 2002 |
| ---- | ---- | ---- | ---- | ---- | ---- |
| 314  | →314 | ↘308 | ↘281 | ↘265 | ↗266 |
| 2003 | 2004 | 2005 | 2006 | 2007 | 2008 |
| ↘260 | ↘245 | ↘238 | ↘223 | ↘210 | ↘201 |
| 2009 | 2010 | 2011 | 2012 | 2013 |      |
| ↗213 | ↘212 | ↗217 | ↘211 | ↘199 |      |

### Национальный состав
Согласно результатам переписи 2002 года, в национальной структуре населения русские составляли 95 %.